# 어도비 XD
어도비 XD(Adobe XD)는 어도비 시스템즈가 개발, 배급한 사용자 체험 디자인 소프트웨어이다. 벡터 디자인 및 와이어프레임, 그리고 클릭을 통한 단순한 상호작용 프로토타입 제작을 지원한다.

## 역사
어도비는 2015년 10월 어도비 맥스 콘퍼런스에서 "프로젝트 코멧"(Project Comet)이라는 이름의 새로운 인터페이스 디자인 및 프로토타이핑 도구를 개발하고 있다고 발표하였다. 첫 퍼블릭 베타는 "Adobe Experience Design CC"라는 이름으로 2016년 3월 14일 어도비 계정을 소유한 모든 사용자를 대상으로 macOS용으로 출시되었다. 어도비 XD의 베타는 2016년 12월 13일 윈도우 10용으로 출시되었다. 2017년 10월 18일, 어도비는 어도비 XD가 베타 단계에서 벗어났다고 발표하였다.

## 경쟁 소프트웨어
- 스케치
- 피그마(Figma)
- 어도비 포토샵
- 어도비 일러스트레이터
- 어피니티 디자이너